# Decodon grandisquamis
Decodon grandisquamis är en fiskart som först beskrevs av Smith, 1968.  Decodon grandisquamis ingår i släktet Decodon och familjen läppfiskar. IUCN kategoriserar arten globalt som otillräckligt studerad. Inga underarter finns listade i Catalogue of Life.